# Смородинский, Степан Алексеевич
Степан Алексеевич Смородинский — советский хозяйственный, государственный и политический деятель.

## Биография
Родился 9 января 1916 года в Нижнем Тагиле. Член КПСС с 1940 года.
С 1932 года — на хозяйственной, общественной и политической работе. В 1932—1976 гг. — токарь по металлу в депо ст. Нижний Тагил, оперуполномоченный, старший оперуполномоченный ОО НКВД по ЗабВО, начальник ОО НКВД — ОКР СМЕРШ по 94-й стрелковой дивизии Забайкальского фронта, участник советско-японской войны, начальник 1-го отдела, заместитель начальника оперсектора МГБ по земле Саксония, заместитель начальника Управления «ВТ» Аппарата уполномоченного МВД в Германии, начальник горотдела милиции Нижнего Тагила, заместитель начальника УКГБ по Томской области, заместитель председателя КГБ при СМ Белорусской ССР, начальник УКГБ по Краснодарскому краю.
Делегат XXIII и XXIV съездов КПСС.
Скончался в июле 1986 года в городе Краснодаре. Похоронен на Славянском кладбище. 